# Jason Steele
Jason Sean Steele (Newton Aycliffe, 18 de agosto de 1990) é um futebolista profissional inglês que atua como goleiro, atualmente defende o Brighton & Hove Albion.

## Carreira
Jason Steele começou a carreira no Middlesbrough.
Jason Steele fez parte do elenco da Seleção Britânica de Futebol da Olimpíadas de 2012.